# Quyền LGBT ở Barbados
Quyền đồng tính nữ, đồng tính nam, song tính và chuyển giới ở Barbados không được hưởng các quyền giống như những người không phải là người LGBT. Các hành vi đồng tính luyến ái là bất hợp pháp (bất kể họ có đồng thuận và thực hiện riêng tư) trong Barbados, với bản án chung thân; tuy nhiên, luật là hiếm khi được thi hành. Luật hiện đang có hiệu lực, nhưng đang được xem xét. Vào tháng 6 năm 2016, Tổng chưởng lý Adriel Brathwaite nói rằng những người đồng tính nên được "để yên" và được bảo vệ trong con mắt của pháp luật.
Vào tháng 8 năm 2016, Tòa án Tối cao ở Mexico đã bãi bỏ lệnh cấm thẩm quyền của Belize là vi hiến. Bởi vì Belize và Barbados (và tất cả các quốc gia thành viên của CARICOM) có chung một luật pháp giống hệt nhau, lệnh cấm sodomy của Barbados cũng là vi hiến. Tuy nhiên, không giống như Belize, Hiến pháp Barbados có một "điều khoản tiết kiệm", bảo vệ các luật được thừa kế bởi Đế chế cũ của Anh khỏi sự xem xét hiến pháp, ngay cả khi các luật này chống lại các quyền cơ bản của con người và hiến pháp.
Vì dân số ít ỏi ở Barbados, nhiều người LGBT chọn cách ở lại trong tủ vì sợ rằng việc ra ngoài sẽ khiến họ bị phơi bày ra toàn quốc.

## Bảng tóm tắt
| Hoạt động tình dục đồng giới hợp pháp                                                                                       | (không thi hành; kháng cáo chờ xử lý) |
| Độ tuổi đồng ý | No                                    |
| Luật chống phân biệt đối xử chỉ trong việc làm                                                                              | No                                    |
| Luật chống phân biệt đối xử trong việc cung cấp hàng hóa và dịch vụ                                                         | No                                    |
| Luật chống phân biệt đối xử trong tất cả các lĩnh vực khác (Bao gồm phân biệt đối xử gián tiếp, ngôn từ kích động thù địch) | No                                    |
| Hôn nhân đồng giới | No                                    |
| Công nhận các cặp đồng giới                                                                                                 | No                                    |
| Con nuôi của các cặp vợ chồng đồng giới                                                                                     | No                                    |
| Con nuôi chung của các cặp đồng giới                                                                                        | No                                    |
| Người LGBT được phép phục vụ công khai trong quân đội                                                                       | No                                    |
| Quyền thay đổi giới tính hợp pháp                                                                                           | No                                    |
| Truy cập IVF cho đồng tính nữ                                                                                               | Yes                                   |
| Mang thai hộ thương mại cho các cặp đồng tính nam                                                                           | No                                    |
| NQHN được phép hiến máu | No                                    |